# Bachelor Bait
Bachelor Bait is een Amerikaanse filmkomedie uit 1934 onder regie van George Stevens.

## Verhaal
Een stoethaspel verliest zijn baan als klerk bij een huwelijksbureau. Hij besluit om zelf huwelijksmakelaar te worden. Hij raakt echter verwikkeld in de problemen van zijn eigen cliënten.

## Rolverdeling
| Acteur            | Personage          |
| ----------------- | ------------------ |
| Stuart Erwin      | William Watts      |
| Rochelle Hudson   | Cynthia Douglas    |
| Pert Kelton       | Allie Summers      |
| Richard Gallagher | Bramwell Van Dusen |
| Berton Churchill  | Barney Nolan       |
| Grady Sutton      | Don Belden         |
| Clarence Wilson   | Clement Graftsman  |